# Томар (Каркаралінський район)
Тома́р (каз. Томар) — село у складі Каркаралінського району Карагандинської області Казахстану. Адміністративний центр та єдиний населений пункт Томарського сільського округу.
Населення — 553 особи (2021; 955 у 2009, 1082 у 1999, 1261 у 1989).
Національний склад станом на 1989 рік:
- казахи — 100 %.